# Savikoja
Savikoja – wieś w Estonii, w prowincji Tartu, w gminie Luunja.